# Le Botaniste Cultivateur
Le Botaniste Cultivateur (abreviado Bot. Cult.) es un libro con ilustraciones y descripciones botánicas que fue escrito por el botánico y un agrónomo francés Georges Louis Marie Dumont de Courset y publicado en los años 1802-05, con una segunda edición en 1811-14.